# 白俄羅斯足球甲級聯賽
白俄羅斯足球甲級聯賽是白俄羅斯國內次級聯賽，於1992年成立。

## 參賽球隊
- 新波洛茨克
- 新波洛茨克火車頭
- 格蘭尼特
- 奥尔沙
- 奥什米亚内
- 捷爾任斯克
- 库鲁马卡西
- 利达
- 纳夫田
- 斯洛尼姆
- 斯莫根
- 斯帕尼克
- 斯韦洛戈斯克
- 禾納比斯克